# Zygmunt Błaż
Zygmunt Błaż (ur. 26 maja 1950 w Krośnie) – polski inżynier, samorządowiec, w latach 1990–1994 wojewoda krośnieński, od 2002 do 2018 starosta brzozowski.

## Życiorys
Z wykształcenia inżynier górnik, specjalista w zakresie kopalnictwa naftowego i górnictwa. Ukończył studia na Akademii Górniczo-Hutniczej w Krakowie. Od 1969 do 1981 pracował w Instytucie Górnictwa Naftowego i Gazownictwa w Krośnie.
Od początku lat 80. działał w „Solidarności”. W stanie wojennym został internowany na okres od 13 grudnia 1981 do 2 czerwca 1982. Po zwolnieniu kontynuował działalność opozycyjną, kierował regionalnymi niejawnymi strukturami związku, był członkiem Komitetu Obywatelskiego.
W 1989, po utworzeniu rządu Tadeusza Mazowieckiego, został przez premiera mianowany p.o. wojewody krośnieńskiego. Po wyborach samorządowych w 1990 objął stanowisko wojewody. W 1992 został odwołany przez premiera Jana Olszewskiego. Po około pięciu miesiącach ponownie skierowany na to stanowisko przez premier Hannę Suchocką; zajmował je do 1994.
W 2002 został wybrany z ramienia lokalnego komitetu na radnego powiatu brzozowskiego (reelekcja w 2006, 2010, 2014 i 2018). 19 listopada 2002 powołano go na urząd starosty. Po wyborach samorządowych w 2006, 2010 i 2014 utrzymywał to stanowisko, zajmując je do 2018.
Zamieszkał w Haczowie. Żonaty, ma trójkę dzieci.

## Odznaczenia
- Krzyż Oficerski Orderu Odrodzenia Polski (2012)[5]
- Krzyż Wolności i Solidarności (2012)[6]
- Złoty Krzyż Zasługi (dwukrotnie, 1990 i 2001[7])
- Złota Odznaka „Zasłużony dla Ochrony Przeciwpożarowej” (2013)[8]